# Jag har skrivit mina sånger
Jag har skrivit mina sånger är en CD-box med Hasse Andersson och Kvinnaböske Band, utgiven i mitten av 2013.

## Låtlista
- 1. Jag har skrivit mina sånger
- 2. Skomagare-Anton
- 3. Tankar om natten
- 4. Minnet av dig
- 5. En liden vit kanin
- 6. Sommardansen
- 7. Den som bryr sig om problem som är små
- 8. Sommarbyn
- 9. Den sista seglatsen
- 10. Kamma pigg
- 11. Septemberkväll
- 12. Annat var det förr
- 13. Höstens sista blomma
- 14. Amandas sång
- 15. Betsy
- 16. Arrendatorns klagan
- 17. Frihetens vingar
- 18. Eva-Lena
- 19. Stora vita hus
- 20. Slätter hos Nils-Mats
- 21. Här e jag
- 22. Marknadsvarité
- 23. Hej, Hasse, hej
- 24. Förutom röda rosor
- 25. Dans på Vejby ängar
- 26. Har jag sagt
- 27. Näcken och spelmannen
- 28. Berit
- 29. Nicke
- 30. Kung Ola
- 31. Sven-Elvis
- 32. Hur pratar dom där hos Sankte Per
- 33. Ann-Christine
- 34. Änglahund
- 35. (Outro) Jag Skulle skrivit....
- 36. Frälsningssoldaten
- 37. När regnet föll
- 38. En liten Elin
- 39. Nickolinas snoa
- 40. Du är min vän
- 41. Du berör mig
- 42. Kräftfisket
- 43. Bjäreland
- 44. Elinors snoa
- 45. Jennys sång
- 46. Tänker du på mig
- 47. Visst är det sant
- 48. Utvikta Susanne
- 49. När gässen sträcker
- 50. Will the circle be unbroken
- 51. Måsen
- 52. Det finns ett träd
- 53. Det är du och jag

### Fotnoter
1. ↑  ”Trippel-CD med "Kvinnaböske"”. Hallands nyheter. 9 oktober 2013. http://www.hn.se/n%C3%B6je/musik/trippel-cd-med-kvinnab%C3%B6ske-1.3157769. Läst 15 juli 2016.